# Juri Manuilow
Juri Manuilow (russisch Юрий Мануйлов; * 10. Juni 1964 in Krasnodar) ist ein ehemaliger sowjetischer, später russischer Radrennfahrer und nationaler Meister im Radsport.

## Sportliche Laufbahn
Manuilow war im Straßenradsport aktiv. Er startete in der ehemaligen Sowjetunion in der Nationalmannschaft. Bei den Straßenradsport-Weltmeisterschaften 1989 in Chambéry gewann er mit Jewhen Sahrebelnyj, Wiktor Klimow und Oleh Halkin mit dem sowjetischen Straßenvierer die Bronzemedaille im Mannschaftszeitfahren. Die nationale Meisterschaft im Mannschaftszeitfahren gewann er 1989. 1987 und 1988 war er Vize-Meister im Paarzeitfahren geworden. In der Tour de l’Avenir 1989 kam er auf den 61. Rang. Das Etappenrennen Tour Poitou-Charentes en Nouvelle-Aquitaine in Frankreich entschied er 1990 für sich. Dabei holte er einen Etappensieg. Ein Tageserfolg gelang ihm auch in der Settimana Ciclistica Lombarda 1990. Auch das Paarzeitfahren Duo Normand gewann er in jener Saison.
Von 1991 bis 1993 war er Berufsfahrer im Radsportteam Lotus-Festina. Danach startete er für russische Teams.
1991 gewann er das Rennen Cistierna–Ponferrada in Spanien und eine Etappe der Vuelta a Castilla y León. 1992 holte er einen Etappensieg in der Portugal-Rundfahrt.
In der Vuelta a España 1991 wurde er 86., im Giro d’Italia 1993 108. der Gesamtwertung.